# Ochthebius vedovai
Ochthebius vedovai är en skalbaggsart som beskrevs av Ferro 1987. Ochthebius vedovai ingår i släktet Ochthebius och familjen vattenbrynsbaggar. Inga underarter finns listade i Catalogue of Life.